# Palazzo dello Spagnolo
El Palazzo dello Spagnolo o Palazzo dello Spagnuolo es un palacio monumental situado en la Via Vergini del rione Sanità, en pleno centro histórico de Nápoles, Italia.

## Historia
El Palazzo dello Spagnolo se construyó en 1738 por encargo del marqués de Poppano Nicola Moscati, unificando dos parcelas recibidas de su mujer. El proyecto, incluida la monumental escalera de doble rampa (definida como «alas de halcón»), que se concibió como un lugar de encuentro social, se confió a Ferdinando Sanfelice, mientras que Francesco Attanasio diseñó las obras de estuco de estilo rococó, aunque fueron ejecutadas posteriormente por Aniello Prezioso.

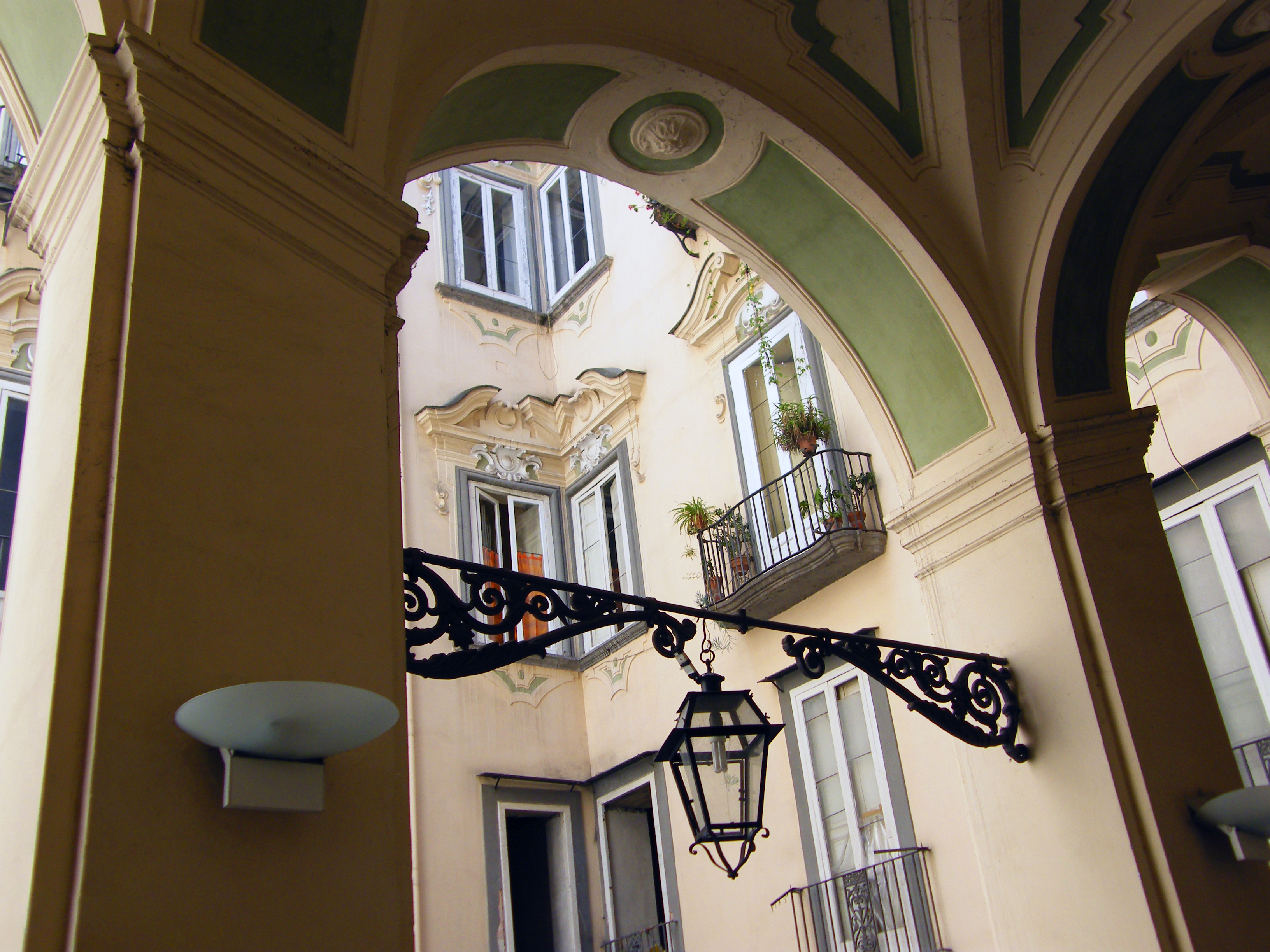
Vista desde la escalera monumental.

A finales del siglo fue comprado por Tommaso Atienza, cuyo sobrenombre lo Spagnolo ("el español") es el motivo por el que el palacio se llama así en la actualidad. El nuevo propietario realizó obras de expansión del palacio, haciendo construir una planta más y pintar frescos en el piano nobile y en la segunda planta, perdidos posteriormente a causa de las malas restauraciones sucedidas con el curso de los años.
En 1850 el palacio fue comprado por la familia Costa gracias al fuerte endeudamiento de Atienza, quien alcanzó este estado, probablemente, a causa de los ingentes gastos para obras de embellecimiento del palacio, que lo obligaron a venderlo.
Posteriormente, el palacio (como muchos edificios de Nápoles), se fragmentó en varias partes, constituyendo hoy varias propiedades probadas. La región de Campania solo ha conseguido comprar dos apartamentos en la última planta, en fase de restauración.
El palacio alojó el Istituto delle Guarattelle (museo de marionetas locales e internacionales); actualmente, la segunda y tercera planta contienen un museo dedicado a Totò, cuya apertura al público se pospone de año en año.

## Descripción

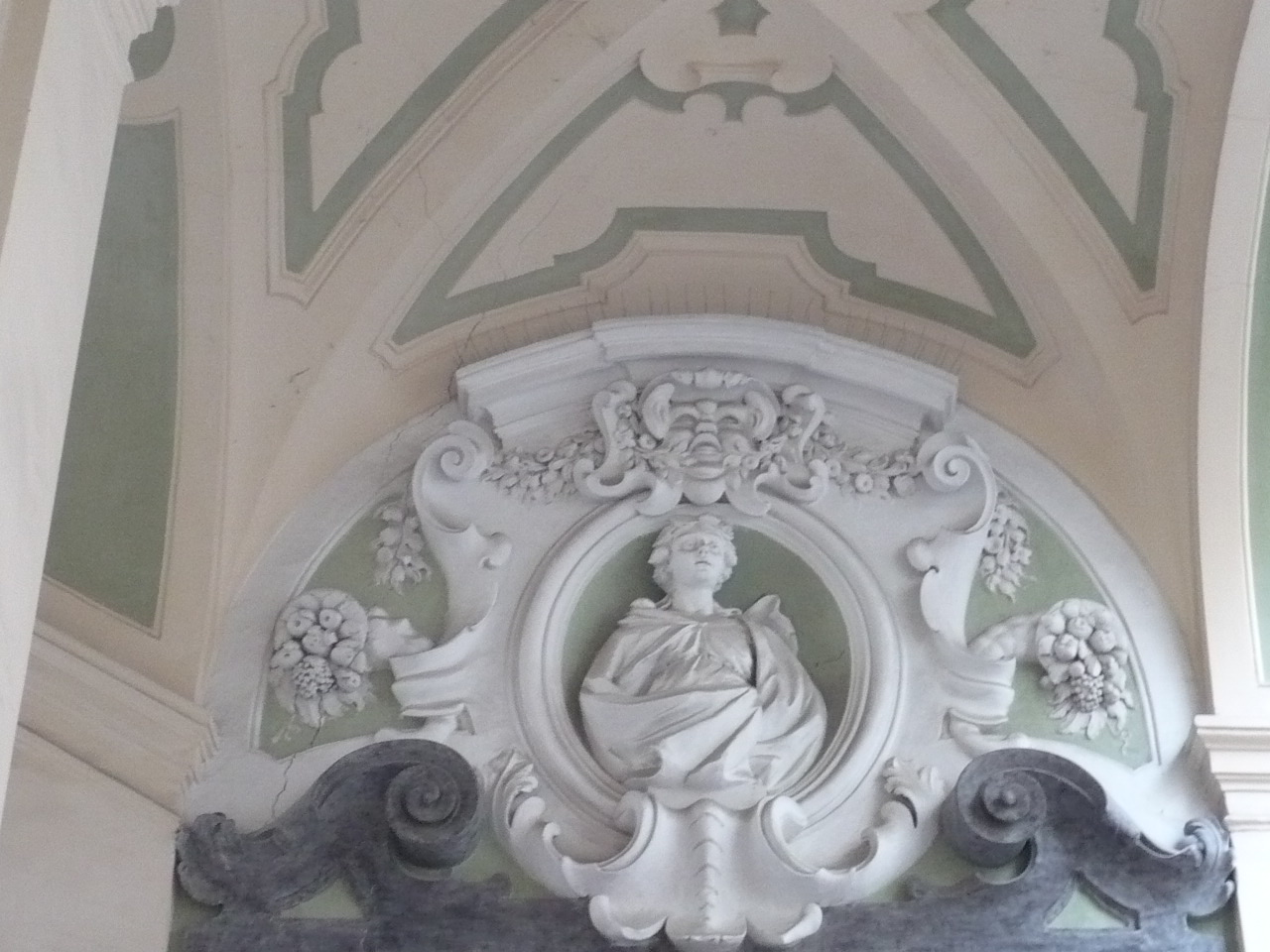
Un busto ritratto del palacio.

El palacio es quizá el ejemplo más significativo de la arquitectura civil de estilo barroco napolitano, en especial por la imponente escalera principal de doble rampa que constituye la fachada interior del edificio, característica principal del barroco napolitano. No por casualidad son muchos los edificios de este estilo que presentan una escalera de acceso similar a la del Palazzo dello Spagnolo, por ejemplo el Palazzo Trabucco, Palazzo Venezia, Palazzo Sanfelice, Palazzo di Majo, entre otros.
Además, todo el edificio se caracteriza por sus decoraciones en estuco de estilo rococó, que fueron realizadas en torno a 1740 por Aniello Prezioso, según el boceto de Francesco Attanasio. 
Las puertas de acceso a los apartamentos están decoradas con estucos que enmarcan medallones con retratos en busto de la familia que residía en ese apartamento.